# Raspberries
Raspberries (engelska för Hallon) var en amerikansk musikgrupp från Cleveland, Ohio som bildades 1970. De hade sin storhetstid under 1970-talets tidiga år och anses vara en viktig powerpopgrupp. De var starkt inspirerade av popmusik från mitten av 1960-talet, särskilt The Beatles, innan den psykedeliska eran tog vid. De klädde sig även som popgrupper gjorde under den eran.
Gruppen bestod ursprungligen av Eric Carmen (sång), Wally Bryson (gitarr), Dave Smalley (bas och gitarr), och Jim Bonfanti (trummor). De slog igenom 1972 med singeln "Go All the Way" som också blev deras största hit med en femteplacering på Billboard Hot 100-listan. Även uppföljarsingeln "I Wanna be with You" blev framgångsrik och nådde #16 på samma lista. Efter ytterligare några mindre singelhits och albumet Side 3 lämnade både Smalley och Bonfani gruppen. Deras ersättare blev Scott McCarl (bas) och Michael McBride (trummor) som spelade på gruppens fjärde och sista album Starting Over 1974. Det innehöll också gruppens sista hit "Overnight Sensation". Gruppen upplöstes 1975 och Eric Carmen startade en framgångsrik solokarriär. Gruppen har återförenats och turnerat under 2000-talet.

## Diskografi, album
- Raspberries (1972)
- Fresh Raspberries (1972)
- Side 3 (1973)
- Starting Over (1974)